# 韦曼·布里特
韦曼·P·布里特（英語：Wayman P. Britt，1952年8月31日—），美国NBA联盟前职业篮球运动员。他在1976年的NBA选秀中第4轮第9顺位被洛杉矶湖人选中。